# Lamokowang
Lamokowang es una película del año 2003.

## Premios
- Zanzíbar 2004